# Charles Grenzbach
Charles W. Grenzbach (ur. 29 grudnia 1923 w Nowym Jorku, zm. 29 marca 2004 w Palm Desert, Kalifornia) – amerykański filmowiec, realizator dźwięku, montażysta dźwięku i muzyki filmowej. Laureat Oscara 1987 za Pluton.

## Kariera filmowa
W trakcie 33 lat swojej pracy dla przemysłu filmowego opracował i zmontował dźwięk i efekty dźwiękowe do ponad 130 filmów. Był dwukrotnie nominowany do Oscara w kategorii Najlepszy dźwięk – w 1973 za Ojca chrzestnego (1972) i w 1975 za Chinatown (1974).
W 1987 otrzymał Oscara za najlepszy dźwięk w filmie Pluton, razem z Johnem Wilkinsonem, Richardem Rogersem i Simonem Kaye.
Był laureatem nagrody Emmy za najlepszy montaż dźwięku w Unnatural Causes (1086) oraz nominowany w tej samej kategorii za film Right to Die (1987). 
Był także autorem montażu muzyki do filmów Jonathan Livingston Seagull (1973) i Piątek, trzynastego IV: Ostatni rozdział (1984)

## Życie prywatne
Podczas II wojny światowej (w latach 1944–1945) służył w Korpusie Powietrznym Armii Stanów Zjednoczonych. 
Nosił pseudonim „Bud”, w środowisku filmowym był znany jako Charles „Bud” Grenzbach. 
Ożenił się z Jill Stevens 21 kwietnia 1977 w Honolulu. 
Był diabetykiem, cukrzyca była przyczyną jego śmierci.